# Li Mej-su
Li Mej-su (čínsky pchin-jinem Lǐ Méisù, znaky 李梅素; * 17. dubna 1959 Che-pej) je bývalá čínská atletka ve vrhu koulí, která získala bronzovou medaili na letních olympijských hrách 1988 v Soulu.
Vyhrála také Asijské hry v roce 1982 a 1998, asijské mistrovství v roce 1998 a hry východní Asie v roce 1997.
Její osobní nejlepší výkon je 21,76 m je také asijský rekord a řadí ji na sedmé místo v seznamu nejlepších výkonů.
Po ukončení aktivní činnosti se věnuje trenérské práci. V roce 2012 trénovala Kung Li-ťiao, která získala olympijskou stříbrnou medaili.